# Odontocolon dentifemorale
Odontocolon dentifemorale är en stekelart som beskrevs av Wang och Gupta 1995. Odontocolon dentifemorale ingår i släktet Odontocolon och familjen brokparasitsteklar. Inga underarter finns listade i Catalogue of Life.